# Pieu Olivier
Pour les articles homonymes, voir Pieu.

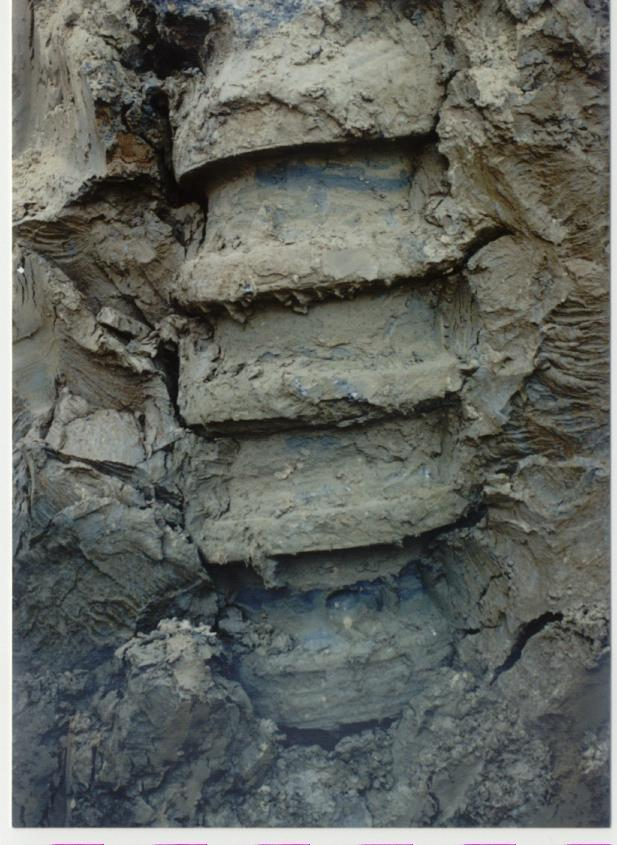
La forme de vis d'un Pieu Olivier fouillé

Un pieu Olivier est un pieu en béton ou en béton armé, à refoulement, moulé dans le sol, avec un fût hélicoïdal sur toute sa longueur réalisé à l'aide d'un tube de forage vissé provisoire. Ce tube est en acier. Le pieu est formé sans vibrations et sans extraction du sol. 

## Histoire
Le Belge Gerdi Vankeirsbilck a dépose le brevet pour le pieu Olivier en avril 1996. Cette technique a été mise en œuvre par sa propre entreprise et diverses licences ont été accordées en Belgique et à l'étranger. Grâce à sa forme de vis, le pieu Olivier est particulièrement adapté à une utilisation dans des sols à faible capacité de charge, tels que l'argile et le loam . En 2018, un brevet a été déposé pour le forage sans l'utilisation d'un point perdu.

## Description
Un pieu Olivier est foré dans le sol à l'aide d'une foreuse mobile avec un entraînement rotatif de type vertical à pénétration variable. Une pointe perdue est attachée à une tarière qui, à son tour, est attachée à un tube de forage. Le tube de forage, qui tourne continuellement dans le sens des aiguilles d'une montre, pénètre dans le sol par l'action d'un couple et d'une force verticale. À la profondeur d'installation souhaitée, la pointe perdue est détachée et l'armature de renforcement est insérée dans le tube de forage. Ensuite, le béton est rempli à l'intérieur du tube de forage à l'aide d'un entonnoir. Le tube de forage et la tarière sont extraits par rotation dans le sens inverse des aiguilles d'une montre. Le fût du pieu Olivier a une forme de vis sur toute sa longueur,.
Le tube de forage a un diamètre extérieur de 324 mm (12.75"), avec une épaisseur de paroi de 25 mm (1"). Le tube de forage se compose de plusieurs pièces assemblées avec des accouplements étanches, suffisamment solides pour supporter le couple maximal produit par l'entraînement rotatif. Les différentes tarières, pour les différents diamètres de le pieu Olivier, ont toutes un diamètre plus grand que le tube de forage. Le sol est refoulé une seconde fois. Ce principe est celui du double refoulement. 
Diamètres courants de la tarière
- diamètre 36-56 cm (14 "-22")
- diamètre 41-61 cm (16 "-24")
- diamètre 46-66 cm (18 "- 26")
- diamètre 51-71 cm (20 "-28")
- diamètre 56-76 cm (22 "-30")

## Installation

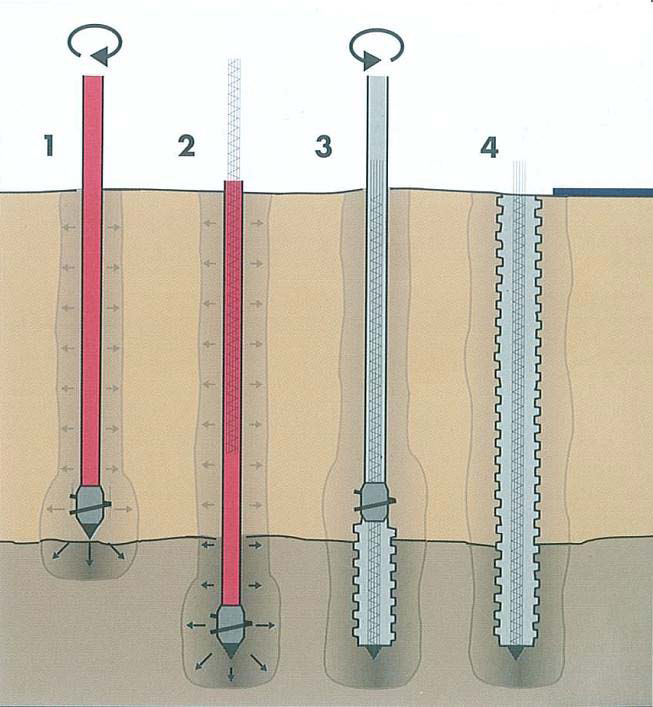
Méthode de mise en œuvre du pieu Olivier.
1. forage dans le sens des aiguilles d'une montre..
2. la profondeur de forage atteinte.
3. inverser le forage et en même temps remplir l'espace avec du béton (et des armatures).
4. le pieu formé.

- Un pieu Olivier est foré dans le sol sans vibration, le sol est déplacé latéralement. La terre n’est pas transportée vers la surface.
- La pression de service est comparée aux résultats des essais de sondage.
- La table de forage, d’un couple maximal de 55 tonnes/m, est manœuvrée le long d’un mât assez robuste pour transmettre toutes les charges vers la machine de base. Ce mât est orientable dans toutes les directions, ce qui permet de forer sous une inclinaison donnée.
- Lorsque la profondeur souhaitée a été atteinte, la pose d’une armature complète est possible.
- Lors du retrait, le foret perdu est décroché. Pendant le retrait, le sol est refoulé une seconde fois. Ce principe est celui du double refoulement.
- Lors du retrait, en raison du poids gravitationnel du béton, le béton est injecté dans la cavité créée.
- Pendant le retrait, le pieu est fileté pas de ± 250mm (±10") et diamètre extérieur plus important de ± 200 mm (±8") que le corps du pieu. Ce processus se poursuit jusqu'à ce que l'ensemble du tubage et la tarière soient à nouveau sur le sol[8].